# Slättåstjärnen (Särna socken, Dalarna)
Slättåstjärnen är en sjö i Älvdalens kommun i Dalarna och ingår i Dalälvens huvudavrinningsområde. Sjön har en area på 0,212 kvadratkilometer och ligger 829,1 meter över havet. Sjön avvattnas av vattendraget Lillån. Vid provfiske har röding och öring fångats i sjön.

## Delavrinningsområde
Slättåstjärnen ingår i det delavrinningsområde (684157-132409) som SMHI kallar för Mynnar i Västerdalälven. Medelhöjden är 792 meter över havet och ytan är 11,17 kvadratkilometer. Det finns inga avrinningsområden uppströms utan avrinningsområdet är högsta punkten. Lillån som avvattnar avrinningsområdet har biflödesordning 3, vilket innebär att vattnet flödar genom totalt 3 vattendrag innan det når havet efter 546 kilometer. Avrinningsområdet består mestadels av skog (80 procent) och sankmarker (11 procent). Avrinningsområdet har 0,21 kvadratkilometer vattenytor vilket ger det en sjöprocent på 1,9 procent.